# Соня Леманн
Соня Леманн (нім. Sonja Lehmann, 13 вересня 1979) — німецька хокеїстка на траві.
Олімпійська чемпіонка 2004 року.